# 3-Méthylbutan-2-one
La 3-méthylbutan-2-one est une cétone et un solvant d'importance mineure. Il est similaire à la butanone, mais c'est un solvant moins performant et plus cher. 